# Diplodia magnoliae
Diplodia magnoliae är en svampart som beskrevs av Westend. 1857. Diplodia magnoliae ingår i släktet Diplodia och familjen Botryosphaeriaceae.   Inga underarter finns listade i Catalogue of Life.